# Міністерство внутрішніх справ
Міністерство внутрішніх справ (МВС) — центральний орган виконавчої влади держави, що опікується боротьбою зі злочинністю, розкриттям злочинів, охороною громадського порядку тощо.

## Статті про МВС різних держав
- Міністерство внутрішніх справ України
- Міністерство внутрішніх справ Греції
- Міністерство внутрішніх справ Польщі
- Міністерство внутрішніх справ Білорусі
- Міністерство внутрішніх справ Естонії
- Міністерство внутрішніх справ Ізраїлю
- Міністерство внутрішніх справ Північної Македонії
- Міністерство внутрішніх справ Російської імперії
- Міністерство внутрішніх справ Російської Федерації
- Міністерство внутрішніх справ СРСР
- Міністерство внутрішніх справ США
- Міністерство внутрішніх справ Хорватії
- Міністерство внутрішніх справ Японії